# Hernádszurdok
Hernádszurdok är en ort (by) i provinsen Borsod-Abaúj-Zemplén i nordöstra Ungern. Orten har 203 invånare (2024), på en yta av 4,48 km². Den ligger cirka 52 kilometer nordost om Miskolc.